# 铬酸钴
铬酸钴是一种无机化合物，化学式为CoCrO4。亚铬酸钴在一些文献中会被误称作铬酸钴。

## 制备
铬酸钴可由碳酸钴和三氧化铬反应得到：
CoCO3 + CrO3 → CoCrO4 + CO2↑